# Osservatorio Società Stellare
| 204831 Levski | 14 agosto 2007 |

L'osservatorio Società Stellare (in bulgaro: Обсерватория "Звездно Общество", trasl. Observatorija "Zvezdno Obštestvo", in inglese: Observatory "Stellar Society") è un osservatorio astronomico bulgaro situato a Plana nel distretto di Sofia alle coordinate 42°03′49.31″N 23°50′36.24″E gestito da una società costituita da un gruppo di astronomi bulgari. Il suo codice MPC è A79 Zvezdno Obshtestvo Observatory, Plana.
Il Minor Planet Center gli accredita la scoperta di due asteroidi tra il 2007 e il 2009.
L'osservatorio è stato fondato nel 2005 ed è diretto da Filip Filipov Fratev.